# RuPaul's Drag Race UK (quarta edizione)
La quarta edizione di RuPaul's Drag Race UK è andata in onda sulla rete televisiva BBC Three e sulla piattaforma streaming BBC iPlayer dal 22 settembre al 24 novembre 2022.
La stagione è stata confermata nell'ottobre 2021, durante la trasmissione dell'edizione precedente, ed è stata successivamente registrata a febbraio 2022 nella città di Iver.
Il 7 settembre 2022 vengono annunciate le dodici concorrenti, provenienti da tutto il Regno Unito, con hanno l'obiettivo di essere incoronate come la prossima UK's Next Drag Superstar.
Danny Beard, vincitrice dell'edizione, ricevette come premio una corona e uno scettro di Fierce Drag Jewels ed una propria web-serie sulla piattaforma streaming WOW Presents.
Jonbers Blonde parteciperà alla seconda edizione di RuPaul's Drag Race: UK vs the World, mentre Le Fil prenderà parte alla seconda edizione di Canada's Drag Race: Canada vs the World.

## Concorrenti
Le dodici concorrenti che hanno preso parte al reality show sono state:
| Concorrente      | Vero nome                 | Età | Città                        | Posizionamento |
| ---------------- | ------------------------- | --- | ---------------------------- | -------------- |
| Danny Beard      | Daniel Curtis             | 29  | Liverpool - Inghilterra      | Vincitrice     |
| Cheddar Gorgeous | Michael Atkins            | 38  | Manchester – Inghilterra     | 2º posto       |
| Black Peppa      | Akeem-Anthony Adams       | 29  | Birmingham – Inghilterra     | 3º/4º posto    |
| Jonbers Blonde   | Andrew Glover             | 33  | Belfast – Irlanda del Nord   | 3º/4º posto    |
| Pixie Polite     | Mark James Dudley Wickens | 29  | Brighton – Inghilterra       | 5º posto       |
| Dakota Schiffer  | Astrid Basson             | 22  | West Sussex – Inghilterra    | 6º posto       |
| Le Fil           | Philip Simon Li           | 36  | West Yorkshire – Inghilterra | 7º posto       |
| Baby             | Ramone Clark              | 25  | Londra – Inghilterra         | 8º posto       |
| Sminty Drop      | Callum Shaw               | 23  | Lancashire – Inghilterra     | 9º posto       |
| Copper Topp      | Simon Wegrzyn             | 38  | Cheltenham – Inghilterra     | 10º posto      |
| Starlet          | Patrick Watt-Pringle      | 23  | Surrey – Inghilterra         | 11º posto      |
| Just May         | Pete May                  | 32  | Essex – Inghilterra          | 12º posto      |

## Tabella eliminazioni
| Ordine | Episodi | Episodi | Episodi | Episodi | Episodi | Episodi | Episodi | Episodi | Episodi | Episodi          |
| Ordine | 1       | 2       | 3       | 4       | 5       | 6       | 7       | 8       | 9       | 10               |
| ------ | ------- | ------- | ------- | ------- | ------- | ------- | ------- | ------- | ------- | ---------------- |
| 1      | Peppa   | Cheddar | Baby    | Danny   | Danny   | Cheddar | Cheddar | Cheddar | Danny   | Danny Beard      |
| 2      | Sminty  | Copper  | Dakota  | Cheddar | Jonbers | Jonbers | Danny   | Danny   | Jonbers | Cheddar Gorgeous |
| 3      | Starlet | Danny   | Le Fil  | Pixie   | Pixie   | Dakota  | Peppa   | Pixie   | Cheddar | Black Peppa      |
| 4      | Cheddar | Dakota  | Sminty  | Dakota  | Peppa   | Danny   | Jonbers | Jonbers | Peppa   | Jonbers Blonde   |
| 5      | Jonbers | Le Fil  | Danny   | Peppa   | Cheddar | Pixie   | Pixie   | Peppa   | Pixie   |                  |
| 6      | Le Fil  | Pixie   | Pixie   | Jonbers | Le Fil  | Peppa   | Dakota  |         |         |                  |
| 7      | Baby    | Baby    | Cheddar | Le Fil  | Dakota  | Le Fil  |         |         |         |                  |
| 8      | Danny   | Peppa   | Jonbers | Baby    | Baby    |         |         |         |         |                  |
| 9      | Pixie   | Sminty  | Peppa   | Sminty  |         |         |         |         |         |                  |
| 10     | Copper  | Jonbers | Copper  |         |         |         |         |         |         |                  |
| 11     | Dakota  | Starlet |         |         |         |         |         |         |         |                  |
| 12     | May     |         |         |         |         |         |         |         |         |                  |

     La concorrente ha vinto la gara
     La concorrente è arrivata in finale ma non ha vinto la gara
     La concorrente è arrivata in finale, ma è stata eliminata
     La concorrente ha vinto la puntata
     La concorrente figura tra le prime ma non ha vinto la puntata
     La concorrente figura tra le prime ma non si è esibita in playback
     La concorrente è salva e accede alla puntata successiva (l'ordine di chiamata è casuale)
     La concorrente figura tra le ultime ma non è a rischio eliminazione
     La concorrente figura tra le ultime ed è a rischio eliminazione
     La concorrente è stata eliminata
     La concorrente figura tra le ultime e ha abbandonato la competizione

## Giudici
- RuPaul
- Michelle Visage
- Alan Carr
- Graham Norton

### Giudici ospiti
- Alison Hammond
- Boy George
- FKA Twigs
- Hannah Waddingham
- Joanna Lumley
- Leomie Anderson
- Lorraine Pascale
- Mel B
- Raven
- Olly Alexander

## Special Guest
- Guy Levy
- Cathy Dennis
- Leland
- Freddy Scott
- Dane Chalfin
- Giovanni Pernice
- Baga Chipz
- Tess Daly
- AJ Odudu
- Aisling Bea
- Claudimar Neto
- The Vivienne
- Lawrence Chaney
- Krystal Versace

## Riassunto episodi

### Episodio 1 -ST4RT Your Engines
Il primo episodio della quarta edizione britannica si apre con le concorrenti che entrano nell'atelier. La prima ad entrare è Danny Beard, l'ultima è Cheddar Gorgeous. RuPaul fa il suo ingresso annunciando l'inizio di una nuova edizione, dando il benvenuto alle concorrenti e presentando la Brit Crew, versione anglosassone della classica Pit Crew.
- La mini sfida: le concorrenti prendono parte ad un servizio fotografico a tema Spice Girls, in particolare, la scenografia è stata allestita per omaggiare l'esibizione del gruppo durante la cerimonia di chiusura dei Giochi olimpici di Londra nel 2012. La vincitrice della mini sfida è Black Peppa.
- La sfida principale: RuPaul annuncia che le concorrenti, devono presentare due outfit da sfoggiare sulla passerella. Il primo outfit deve essere ispirato ad un personaggio proveniente da un programma televisivo della BBC, in onore del centesimo anniversario dalla nascita dell'emittente, mentre per il secondo devono indossare un look che rappresenta loro stesse.

| Concorrente      | Personaggio BBC                   |
| ---------------- | --------------------------------- |
| Baby             | Rastamouse (Rastamouse)           |
| Black Peppa      | Mr Blobbly (Noel's House Party)   |
| Cheddar Gorgeous | BBC Test Card F                   |
| Copper Topp      | Julie Walters (Two Soups Sketch)  |
| Dakota Schiffer  | Anna Bolena (Horrible Histories)  |
| Danny Beard      | Mr Blobbly (Noel's House Party)   |
| Jonbers Blonde   | Blue Peter                        |
| Just May         | The Queen Victoria (EastEnders)   |
| Le Fil           | Pudsey Bear (Children in Need)    |
| Pixie Polite     | Del Boy (Only Fools and Horses)   |
| Sminty Drop      | Abat-jour (Antiques Roadshow)     |
| Starlet          | Patsy Stone (Absolutely Fabulous) |

Giudice ospite della puntata è Joanna Lumley. RuPaul dichiara Cheddar, Jonbers, Le Fil, Baby, Danny e Pixie salve, e lascia le altre concorrenti sul palco per le critiche. Dakota Schiffer e Just May sono le peggiori mentre Black Peppa è la migliore della puntata.
- L'eliminazione: Dakota Schiffer e Just May vengono chiamate ad esibirsi con la canzone Let Them Know di Mabel. Dakota Schiffer si salva mentre Just May viene eliminata dalla competizione.

### Episodio 2 -Yass-tonbury Festival
Il secondo episodio si apre con le concorrenti che rientrano nell'atelier dopo l'eliminazione di May, con Dakota grata per aver ricevuto una seconda possibilità per mostrare ai giudici tutte le sue qualità. Intanto le concorrenti si complimentano con Peppa per la prima vittoria dell'edizione.
- La sfida principale: le concorrenti, divise in due gruppi, devono scrivere, produrre e coreografare un numero da girl group in occasione del Yass-tonbury Festival, parodia del Glastonbury Festival. Black Peppa e Dakota Schiffer, rispettivamente la migliore e la concorrente vincitrice del playback della puntata precedente, saranno i capitani e potranno scegliere i membri del proprio gruppo. Peppa sceglie per il suo gruppo Baby, Sminty, Jonbers ed Starlet mentre Dakota sceglie Danny, Le Fil, Cheddar e Pixie. L'esclusa dalla scelta è stata Copper Topp, che ha avuto l'opportunità di scegliere con quale gruppo unirsi, scegliendo quello di Dakota. Una volta scritto il pezzo con l'aiuto di Cathy Dennis, le concorrenti raggiungono Leland e Freddy Scott danno loro consigli e aiuto per la registrazione del pezzo. Durante le registrazioni delle tracce Stralet e Jonbers hanno avuto dei problemi nel rendere le loro strofe accattivanti mentre Le Fil e Baby hanno ricevuto complimenti per le loro armonie. Successivamente ogni gruppo raggiunge il palco principale per organizzare la coreografia, il gruppo di Peppa ha avuto problemi sull'organizzazione della coreografia, mentre il gruppo di Dakota è molto preparato per l'esibizione.

| Concorrenti      | Nome girl group        | Brano della performance                     |
| ---------------- | ---------------------- | ------------------------------------------- |
| Baby             | The Triple Threats     | "Come Alive" (The Triple Threats Remix)     |
| Black Peppa      | The Triple Threats     | "Come Alive" (The Triple Threats Remix)     |
| Jonbers Blonde   | The Triple Threats     | "Come Alive" (The Triple Threats Remix)     |
| Sminty Drop      | The Triple Threats     | "Come Alive" (The Triple Threats Remix)     |
| Starlet          | The Triple Threats     | "Come Alive" (The Triple Threats Remix)     |
| Cheddar Gorgeous | Queens of the Bone Age | "Come Alive" (Queens of the Bone Age Remix) |
| Copper Topp      | Queens of the Bone Age | "Come Alive" (Queens of the Bone Age Remix) |
| Dakota Schiffer  | Queens of the Bone Age | "Come Alive" (Queens of the Bone Age Remix) |
| Danny Beard      | Queens of the Bone Age | "Come Alive" (Queens of the Bone Age Remix) |
| Le Fil           | Queens of the Bone Age | "Come Alive" (Queens of the Bone Age Remix) |
| Pixie Polite     | Queens of the Bone Age | "Come Alive" (Queens of the Bone Age Remix) |

Giudice ospite della puntata è FKA Twigs. Il tema della sfilata è Neon Nights, dove le concorrenti devono sfoggiare un abito con colori fluorescenti. Dopo la sfilata e le critiche dei giudici, RuPaul dichiara che il team composto da Cheddar Gorgeous, Copper Topp, Dakota Schiffer, Danny Beard, Le Fil e Pixie Polite è il migliore della puntata, mentre Starlet e Jonbers Blonde vengono dichiarate le peggiori.
- L'eliminazione: Starlet e Jonbers Blonde vengono chiamate ad esibirsi con la canzone About You Now delle Sugababes. Jonbers Blonde si salva mentre Starlet viene eliminata dalla competizione.

### Episodio 3 -Naff-ta Awards
Il terzo episodio si apre con le concorrenti che rientrano nell'atelier dopo l'eliminazione di Starlet, con molte di loro sconvolte dalla sua uscita poiché era considerata un concorrente valida. Intanto Baby è amareggiata per non aver vinto la sfida a cui ambiva di più.
- La mini sfida: le concorrenti prendono parte alla prima edizione dei Naff-ta Awards. Le concorrenti, tramite voto segreto, dovranno votarsi a vicenda nelle seguenti categorie: Beast in Show, Best Background Actress in a Non-Speaking Role, Best Scene Stealing Attention Grabbing Camera Hog, Best Actress Resting on Pretty e Best Hot Mess. Le concorrenti "premiate" sono state rispettivamente Black Peppa, Copper Topp, Danny Beard, Baby e Sminty Drop.
- La sfida principale: le concorrenti, divise in coppie, devono creare degli outfit di coppia usando i materiali e tessuti che troveranno in delle scatole monocromatiche a tema bingo. Le coppie, formate in maniera casuale, sono composte da Le Fil e Sminty, Baby e Dakota, Cheddar e Copper, Danny e Pixie ed, infine, Jonbers e Peppa. Avendo ricevuto la nomina peggiore, Sminty avrà il compito di assegnare le varie scatole alle coppie. Le Fil e Smity useranno la scatola blu, Baby e Dakota quella nera, Cheddar e Copper hanno quella dorata, Danny e Pixie invece quella viola ed, infine, Jonbers e Peppa avranno la valigia verde.

Giudice ospite della puntata è Leomie Anderson. Il tema della sfilata è Bingo She Better Don't!, dove le coppie devono presentare gli outfit appena creati. RuPaul dichiara Danny e Pixie salve, e lascia le altre concorrenti sul palco per le critiche. Black Peppa e Copper Topp sono le peggiori mentre Baby e Dakota Schiffer sono le migliori della puntata.
- L'eliminazione: Black Peppa e Copper Topp vengono chiamate ad esibirsi con la canzone This Is Real di Jax Jones e Ella Henderson. Black Peppa si salva mentre Copper Topp viene eliminata dalla competizione.

### Episodio 4 -Catty Man
Il quarto episodio si apre con le concorrenti che rientrano nell'atelier dopo l'eliminazione di Copper, che si complimentano con Peppa per la sua fantastica esibizione al playback. Intanto Jonbers inizia a sentire la pressione della competizione, e afferma che farà di tutto per dimostrare ai giudici le sue abilità.
- La mini sfida: le concorrenti prendono parte al gioco delle sedie musicali, dove le concorrenti dovranno sedersi su una delle sedie dopo che, ad ogni round, la musica si bloccherà. La vincitrice della mini sfida è Pixie Polite.
- La sfida principale: le concorrenti, divise in tre squadre, prendono parte al programma di Alan Carr, Catty Man, dove dovranno improvvisare e seguire una storia dietro ai loro personaggi. Avendo vinto la mini sfida, Pixie ha la possibilità di formare le squadre. Pixie, Cheddar e Danny appariranno nel segmento Curiosity Killed the Katrina, Dakota, Le Fil e Bebu prendo parte al segmento Kats Got my Tongue ed, infine, Peppa, Jonber e Sminty che appaiono nel segmento The Catfish is Out of the Bag.

Giudice ospite della puntata è Alison Hammond. Il tema della sfilata è The Mane Event, dove le concorrenti devono sfoggiare un abito con parrucche enormi. RuPaul dichiara Dakota, Peppa e Jonbers salve, e lascia le altre concorrenti sul palco per le critiche. Baby e Sminty Drop sono le peggiori, mentre Danny Beard è la migliore della puntata.
- L'eliminazione: Baby e Sminty Drop vengono chiamate ad esibirsi con la canzone Respectable di Mel & Kim. Baby si salva mentre Sminty Drop viene eliminata dalla competizione.

### Episodio 5 -Lairy Poppins - The Rusical
Il quinto episodio si apre con le concorrenti che rientrano nell'atelier dopo l'eliminazione di Sminty, con Pixie che, nonostante sia contenta per la vittoria di Danny, si sente molto amareggiata poiché non si apprezzata abbastanza dai giudici. Inoltre Baby ha dichiarato che cercherà in tutti modi di mostrare ai giudici il proprio talento.
- La mini sfida: le concorrenti devono "leggersi" a vicenda, ovvero dire qualcosa di cattivo ma facendolo in modo scherzoso. La vincitrice della mini sfida è Pixie Polite.
- La sfida principale: le concorrenti devono esibirsi nel nuovo musical Lairy Poppins - The Rusical, parodia del musical Mary Poppins, dove dovranno cantare dal vivo. Avendo vinto la mini sfida, Pixie ha la possibilità di assegnare i vari ruoli della sfida. Durante l'assegnazione dei copioni molte concorrenti hanno delle preferenze sui vari ruoli da fare, ma alla fine Pixie decide di basarsi sulle abilità di ognuna. Tuttavia, dopo aver riscontrato difficoltà con il suo ruolo, Pixie decide di fare cambio con quello di Danny. Una volta assegnati i ruoli, le concorrenti raggiungono il palcoscenico principale, dove Michelle Visage e Dane Chaflin danno loro consigli e aiuto per esibirsi dal vivo. Dakota e Peppa hanno avuto dei problemi d'intonazione, mentre Pixie e Danny hanno ricevuto complimenti per la loro improvvisazione. Successivamente incontrano il coreografo Giovanni Pernice, con il quale organizzano la coreografia per lo spettacolo.

| Concorrente      | Personaggio impersonato |
| ---------------- | ----------------------- |
| Baby             | Martha Prude            |
| Black Peppa      | Twin #1                 |
| Cheddar Gorgeous | Rochelle Le Roach       |
| Dakota Schiffer  | Twin #2                 |
| Danny Beard      | Lairy Poppins           |
| Jonbers Blonde   | The Bird Lady           |
| Le Fil           | Mary Poppins            |
| Pixie Polite     | Lick Van Dyke           |

Giudice ospite della puntata è Hannah Waddingham. Il tema della sfilata è West End Wonders, dove le concorrenti devono sfoggiare un abito ispirato ad un musical. RuPaul dichiara Peppa e Cheddar salve, e lascia le altre concorrenti sul palco per le critiche. Dakota Shiffer e Baby sono le peggiori, mentre Danny Beard è la migliore della puntata.
- L'eliminazione: Dakota Shiffer e Baby vengono chiamate ad esibirsi con la canzone No Way dal musical Six. Dopo l'esibizione al playback, Baby decide di abbandonare la competizione a causa di problemi di salute mentale, citati in precedenza durante i giudizi.

### Episodio 6 -Snatch Game
Il sesto episodio si apre con le concorrenti che rientrano nell'atelier dopo la scioccante autoeliminazione di Baby, che rispettano la sua scelta di abbandonare la gara per prendersi cura di se stessa. Intanto Jonbers è molto amareggiata poiché è l'unica concorrente rimasta in gara a non avere ottenuto ancora una vittoria.
- La sfida principale: le concorrenti prendono parte alla sfida più attesa in ogni edizione dello show, lo Snatch Game. AJ Odudu e Tess Daly sono le concorrenti del gioco. Le concorrenti devono scegliere una celebrità e impersonarla per l'intero gioco, con lo scopo di essere il più divertenti possibili. Quando RuPaul ritorna nell'atelier per vedere quali personaggi sono stati scelti, insieme con lui c'è anche Baga Chipz, concorrente della prima edizione britannica e della prima edizione UK vs the World, che aiuta le concorrenti con vari consigli per dare il meglio nel gioco. Le celebrità scelte dai concorrenti sono state:

| Concorrente      | Celebrità impersonata |
| ---------------- | --------------------- |
| Black Peppa      | Lil Nas X             |
| Cheddar Gorgeous | Elisabetta I          |
| Dakota Schiffer  | Pete Burns            |
| Danny Beard      | Cilla Black           |
| Jonbers Blonde   | San Patrizio          |
| Le Fil           | Marie Kondō           |
| Pixie Polite     | Shirley Bassey        |

Giudice ospite della puntata è Mel B. Il tema della sfilata è Tickled Pink, dove le concorrenti devono sfoggiare un abito completamente rosa. RuPaul dichiara Dakota e Danny salve, e lascia le altre concorrenti sul palco per le critiche. Black Peppa e Le Fil sono le peggiori, mentre Cheddar Gorgeous è la migliore della puntata.
- L'eliminazione: Black Peppa e Le Fil vengono chiamate ad esibirsi con la canzone Stop delle Spice Girls. Black Peppa si salva mentre Le Fil viene eliminata dalla competizione.

### Episodio 7 -Queen Team Makeovers
Il settimo episodio si apre con le concorrenti che rientrano nell'atelier dopo l'eliminazione di Le Fil, che si complimento con Cheddar per aver vinto una delle sfide più importanti dello show. Successivamente si discute dei punti di forza e di debolezza delle singole concorrenti.
- La sfida principale: le concorrenti devono e truccare un membro della produzione del programma, con l'obiettivo di trasformarli nei membri delle loro rispettive famiglie drag. Per decidere gli accoppiamenti, RuPaul decide di accoppiare le concorrenti e i membri della produzione in ordine alfabetico. Raven, concorrente della seconda edizione statunitense e della prima edizione All Stars, fa il suo ingresso nell'atelier offrendo alle concorrenti consigli riguardanti il make-up e su come eccellere nella sfida.

| Concorrente      | Membro della produzione (Nome Reale) | Membro della produzione (Nome in Drag) |
| ---------------- | ------------------------------------ | -------------------------------------- |
| Black Peppa      | Fleur                                | Chilli Peppa                           |
| Cheddar Gorgeous | Gemma                                | Brie Gorgeous                          |
| Dakota Schiffer  | Lucie                                | Brigitte Schiffer                      |
| Danny Beard      | Mystique                             | Mizzy Moustache                        |
| Jonbers Blonde   | Olivia                               | Nanu Noir                              |
| Pixie Polite     | Wendy                                | Trixie Truelove                        |

Giudici ospiti della puntata sono Boy George e Raven. Per cause di forza maggiore, Michelle Visage sostituisce RuPaul durante le critiche dei giudici. Il tema della sfilata è Drag Family Realness, dove le concorrenti e i membri della produzione devono sfoggiare dei look simili, che rappresenti la loro famiglia drag. Dopo la sfilata e le critiche dei giudici, Michelle Visage dichiara Pixie Polite e Dakota Schiffer le peggiori, mentre Cheddar Gorgeous è la migliore della puntata.
- L'eliminazione: Pixie Polite e Dakota Schiffer vengono chiamate ad esibirsi con la canzone Miss Me Blind dei Culture Club. Pixie Polite si salva mentre Dakota Schiffer viene eliminata dalla competizione.

### Episodio 8 -The Squirrel Games
L'ottavo episodio si apre con le concorrenti che rientrano nell'atelier dopo l'eliminazione di Dakota, dispiaciute per la sua uscita poiché trasmetteva sempre un'energia positiva all'interno dell'atelier, mentre alcune sono convinte che Jonbers avrebbe dovuto essere tra le peggiori.
- La sfida principale: le concorrenti devono recitare nella serie tv thriller The Squirrel Games, parodia della serie tv sudcoreana Squid Game. Avendo vinto la puntata precedente, Cheddar avrà il compito di assegnare i vari ruoli della sfida. Dopo l'assegnazione dei copioni, le concorrenti raggiungono Michelle Visage che aiuterà a produrre la serie nel ruolo di registra.

| Concorrente      | Personaggio interpretato |
| ---------------- | ------------------------ |
| Black Peppa      | Bev Growls               |
| Cheddar Gorgeour | Minxie                   |
| Danny Beard      | Divine-Ah Dickall        |
| Jonbers Blonde   | Sassy & Fugly the Dog    |
| Pixie Polite     | Kimmy Booburn            |

Giudice ospite della puntata è Lorraine Pascale. Il tema della sfilata è Ruff and Ready, dove le concorrenti devono sfoggiare un abito con delle balze. Dopo la sfilata e le critiche dei giudici, RuPaul dichiara Black Peppa e Jonbers Blonde le peggiori, mentre Cheddar Gorgeous è la migliore della puntata.
- L'eliminazione: Black Peppa e Jonbers Blonde vengono chiamate ad esibirsi con la canzone Some Kinda Rush delle Booty Luv. Dopo un'esibizione fantastica da parte di entrambe, RuPaul annuncia che sia Peppa sia Jonbers sono salve e che nessuna verrà eliminata.

### Episodio 9 -Comedy Queens
Il nono episodio si apre con le concorrenti che rientrano nell'atelier dopo la mancata eliminazione, grate di avere una seconda possibilità da parte dei giudici. Successivamente fanno il calcolo delle vittorie di tutte, e molte si chiedono chi riuscirà ad accedere alla finale e chi sarà eliminata durante la semifinale.
- La sfida principale: le concorrenti prendono parte al RuPaul's Roast, dove dovranno "leggere" i giudici e tutte le concorrenti precedentemente eliminate. Avendo vinto il lip sync nella puntata precedente, sia Peppa sia Jonbers decidono l'ordine di esibizione che è: Danny, Jonbers, Peppa, Pixie e Cheddar; quest'ultima non è contenta di tale scaletta poiché aveva chiesto di essere tra le prime data la sua consapevolezza di non avere una vena comica rispetto alle altre concorrenti. Una volta scritte le battute le concorrenti raggiungono il palcoscenico principale, dove Aisling Bea offre consigli su come eccellere in una sfida comica. Durante l'Untucked, le concorrenti ricevono dei video-messaggio d'incoraggiamento da parte dei propri cari.

Giudice ospite della puntata è Olly Alexander. Il tema della sfilata è Pretty in Punk, dove le concorrenti devono sfoggiare un abito in pieno stile punk. Dopo la sfilata e le critiche dei giudici, RuPaul dichiara Black Peppa e Pixie Polie le peggiori, mentre Danny Beard è la migliore della puntata ed accede alla finale, Cheddar Gorgeous e Jonbers Blonde si salvano ed accedono alla finale.
- L'eliminazione: Black Peppa e Pixie Polite vengono chiamate ad esibirsi con la canzone Another One Bites the Dust dei Queen. Black Peppa si salva e accede alla finale, mentre Pixie Polite viene eliminata dalla competizione.

### Episodio 10 -Grand Finale
Il decimo ed ultimo episodio di quest'edizione si apre con le concorrenti che ritornano nell'atelier dopo l'annuncio delle finaliste, dove si discute su chi riuscirà a vincere quest'edizione e su chi sarà proclamata la prossima Drag Superstar britannica.
Per l'ultima prova, prima di incoronare la vincitrice di quest'edizione, le concorrenti devono comporre un pezzo, cantare ed esibirsi su un Mega Remix di varie canzoni di RuPaul e, successivamente, dovranno prendere parte ad un podcast con RuPaul e Michelle Visage.
Per la coreografia, le concorrenti hanno come istruttore Claudimar Neto. Durante la prova per la coreografia, Cheddar ha avuto dei problemi con i passi della coreografia di gruppo, mentre Danny ha problemi con la coreografia da solista. Nel frattempo una ad una le concorrenti prendono parte al podcast, dove RuPaul e Michelle Visage fanno domande sulla loro esperienza in questa edizione di RuPaul's Drag Race UK.
I giudici della puntata sono: RuPaul, Michelle Visage, Alan Carr e Graham Norton. Il tema della sfilata è Grand Finale Eleganza, dove le concorrenti devono sfilare con il loro abito migliore.
Dopo le critiche, le finaliste tornano nell'atelier dove ad aspettarle ci sono tutte le concorrenti dell'edizione, dove discutono dell'esperienza vissuta nello show. Prima di comunicare il giudizio, tutte le concorrenti sfilano sulla passerella con il loro Grand Finale Eleganza per un'ultima volta. Dopo l'ultima sfilata, RuPaul comunica che le due finaliste che accedono alla finalissima sono Cheddar Gorgeous e Danny Beard, mentre Black Peppa e Jonbers Blonde vengono eliminate dalla competizione. Cheddar Gorgeous e Danny Beard si esibiscono in playback sulla canzone This Is My Life di Shirley Bassey. Dopo l'esibizione, RuPaul dichiara Danny Beard vincitrice della quarta edizione di RuPaul's Drag Race UK.